# Carex ginsiensis
Carex ginsiensis är en halvgräsart som beskrevs av Anton Waisbecker. Carex ginsiensis ingår i släktet starrar, och familjen halvgräs. Inga underarter finns listade i Catalogue of Life.